# Celestino Gelsi

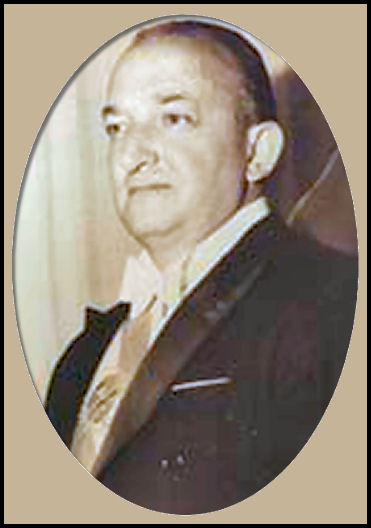
Celestino Gelsi

Celestino Gelsi (* 31. Juli 1918 in San Miguel de Tucumán; † 8. März 1990 in Buenos Aires) war ein argentinischer Politiker, der von 1958 bis 1962, während der Regierung von Arturo Frondizi, Gouverneur der Provinz Tucumán war.

## Leben
Er war der Sohn von Ilde de Gelsi und Humberto Gelsi. Er schloss ein Studium der Rechtswissenschaft an der Nationalen Universität Córdoba ab. Drei Legislaturperioden von 1946 bis 1955 war er Abgeordneter im Parlament der Provinz Tucumán. 1949 war er Mitglied der Verfassungsgebenden Versammlung der Provinz Tucumán. Von 30. Januar 1964 bis 30. April 1969 war er Senator im Senado de la Nación Argentina. Er war Mitglied der Unión Cívica Radical und war Parteidelegierter für die Provinz Tucumán beim Nationalen Konvent 1957 in Santa Fe.

## Wahrnehmung
Im Film Onkel Arturo und der Mossad von Gaby Weber wird ihm eine Funktion bei der Festnahme von Adolf Eichmann am 11. Mai 1960 an der Stadtautobahn (Puente Saavedra) zugeschrieben. Nach ihm ist die Talsperre El Cadillal benannt.